# The Hollow Man
The Hollow Man – kryminał Johna Dicksona Carra z 1935 roku. Znany również pod alternatywnym tytułem The Three Coffins. W 1981 roku wybrany przez panel znawców tematu najlepszą zagadką zamkniętego pokoju w historii.